# 니시노 아카네
니시노 아카네(일본어: 西野 朱音, 2002년 2월 4일 ~ )는 일본의 여자 축구 선수이다.

## 구단 경력
2020년 마이나비 센다이에 입단하였다.

## 국가대표팀 경력
그녀는 2018년 FIFA U-17 여자 월드컵에 참가할 일본 U-17 국가대표팀에 발탁되었으며, 2경기에 출전했다. 2022년 FIFA U-20 여자 월드컵에 참가할 일본 U-20 국가대표팀에 발탁되었으며, 1경기에 출전, 준우승.